# Eukaristiska bönen
Den eukaristiska bönen eller i östkyrkan anafora är en högtidlig bön i mässan som vid sidan av kommunionen, mottagandet av nattvardsgåvorna, utgör huvudinnehållet i mässfirandet (vilken de östkristna benämner Den gudomliga liturgin). Under den eukaristiska bönen upprepas Jesu ord vid sista nattvarden: "Detta är min lekamen..."; "Detta är mitt blod..." 
Bönen utgörs av en tacksägelse till Gud som leder över i bönfallande om frälsningens gåvor. Tacksägelse på grekiska heter eucharistia. Denna aspekt av tacksägelsebön har givit altarets sakrament (västkyrklig benämning)  ett av dess mest traditionella namn, eukaristi.
Eukaristibönens inledande del (före Sanctus) kallas för prefationen.

## Orientaliskt-ortodoxt och östligt ortodoxt bruk
De äldsta eukaristiska bönerna härrör från de orientaliska och östliga kyrkorna. Ett förstadium till den anafora som senare skulle ingå i Markusliturgin har hittats på en papyrus från 300- eller 400-talet, men den ålderdomliga språkdräkten visar att texten måste ha författats omkring år 200. Strukturen påminner om judiska bordsböner av hög ålder, och det som skiljer denna eukaristibön från senare eukaristiböner på ett iögonfallande sätt, är att både instiftelseord och epikles saknas. Däremot innehåller bönen ordet "oblodiga", först känt från den kristne författaren Athenagoras' uttryck "oblodigt offer" år 185. En annan tidig eukaristibön – som ingår i den östsyriska Addais och Maris liturgi –  används fortfarande av den assyriska kyrkan. Den nuvarande, bearbetade, versionen härrör från 500-talet,  men dess ålderdomliga drag, som står judiska bordsböner nära, stöder förmodan att dess förlaga torde härröra från 200-talet. Vad som skiljer denna anafora från senare eukaristiska böner är att den – fastän den innehåller en epikles – saknar sammanhängande instiftelseord. Däremot parafraseras instiftelseorden på flera platser i texten. En svårdaterad eukaristisk bön, som under ett äldre forskningsläge har tillskrivits Hippolytos (170-235), och som i kraftigt bearbetat skick vidareförts och använts inom Etiopisk-ortodoxa kyrkan under namnet De tolv apostlarnas anafora, har på senare tid visat sig ingå i en antologi vars källmaterial förefaller härröra från skilda geografiska områden och tidpunkter. I sin ursprungliga version, som troligtvis färdigställts på 300-talet i Västsyrien eller Egypten, innehåller den instiftelseord och epikles, men saknar Sanctus. 
Seden att låta de församlade (eller kören) sjunga Sanctus mellan bönens tacksägelsedel och instiftelseordsdel förefaller ha uppkommit i Egypten i början av 200-talet, och omnämns av Origenes (död ca 254. Denna sed spreds med tiden till andra delar av medelhavsvärlden och Syriens inland. Alla eukaristiböner som har uppkommit sedan 200-talets slut innehåller både instiftelseord och epikles (bön om Anden). Det är också brukligt att en anamnes, åminnelsebön, beds mellan instiftelseorden och epiklesen. Sedan en mycket tidig tidpunkt brukar eukaristiböner även innehålla en förbönsdel, men förbönens placering har varierat. Ursprungligen brukade egyptiska kyrkor be förbönen infogad i prefationen, men det västsyriska bruket att be förbönen efter epiklesen är numera vanligare i de flesta östliga liturgier (och har på denna punkt även påverkat några anglikanska kyrkor). I väst skulle förbönen sedermera delas upp i två delar före och efter instiftelseorden. En biskops offentliga förbön för andra biskopar avser att uttrycka kyrkans enhet.
En ålderdomlig eukaristisk bön av egyptisk typ ingår i biskop Serapions Euchologion, men i stora delar av 300-talets kristenhet började den västsyriska typen av anafora bli norm. En västsyrisk eukaristisk bön, som kan ha nått Egypten redan på 290-talet, brukar retroaktivt kallas för den alexandrinska Basileiosanaforan. Den tjänade som förlaga till den bysantinska Basileiosanafora som är känd från Konstantinopel sedan början av 400-talet, och tjänade vid 1900-talets andra hälft som förlaga till en romersk-katolsk eukaristisk bön och några anglikanska eukaristiböner. Den s.k. Jakobsanaforan är i nuvarande skick känd sedan 400-talets början, och följer den alexandrinska Basileiosanaforans struktur på västsyriskt sätt, men ett förstadium till Jakobsanaforan är känt genom Kyrillos av Jerusalem beskrivning av Jerusalems gudstjänstliv i mitten av 300-talet. Splittringen mellan Syrisk-ortodoxa kyrkan och Antiokias kyrka år 518 gjorde att Jakobsanaforan infogades i två olika gudstjänstordningar – den ena av västsyrisk typ och den andra av bysantinsk typ. Antiokias äldre gudstjänstliv överlevde ironiskt nog i den Syrisk-Maronitiska kyrkan, som använder ett stort antal mycket gamla eukaristiböner. 
Under tidig medeltid var den bysantinska Basileiosanaforan den vanligast förekommande inom Konstantinopels ekumeniska patriarkat, men en annan västsyrisk eukaristibön, Chrysostomosanaforan, kom med tiden att bli den vanligast förekommande. Basileiosanaforan används numera endast vid jul, Trettondedag jul, den helige Basileios dag, söndagarna under Påskfastan, Skärtorsdagen och Påskafton.
Österns apostoliska och katolska assyriska kyrka gör numera bruk av två ytterligare eukaristiböner, förutom den redan nämnda Addais och Maris anafora: Nestoriosanaforan och Theodorosanaforan.
Under högmedeltiden övergav båda de kristna kyrkorna i Egypten sin gemensamma och äldsta eukaristibön, Markusanaforan. Bland kopterna berodde det på den alexandrinska Basileiosanaforans och Gregoriosanaforans (uppkallad efter Gregorios av Nazianzos) ökade popularitet, och bland de grekisktalande kristna inom Alexandrias kyrka fanns en vilja att efterlikna den prestigefulla kejsarstaden Konstantinopel.

## Romersk-katolskt bruk
I den latinska kyrkan utgör den eukaristiska bönen mässans höjdpunkt, då Jesus genom prästens upprepning av hans ord vid sista nattvarden blir verkligt närvarande i brödet och vinet (se transsubstantiation). Prästen knäfaller då för hostian och för kalken och klockor rings under det de närvarande ligger på knä. I den katolska eukaristiska bönen utlägges tydligt hur mässan enligt katolsk lära åter gör Jesu offerdöd på Golgata närvarande på altaret.
Fram till 1969 fanns inom den romerska ritus inom den romersk-katolska kyrkan endast en eukaristisk bön, den romerska kanon, som också användes inom de olika bruken inom den romerska riten (romersk, dominikansk, kartusiansk, o.s.v. samt de olika stiftsegna bruken). En variant med endast små avvikelser användes inom ambrosiansk ritus. 
Inom andra delar av den latinska (eller västliga) delen av kyrkan förekom emellertid kyrkoårsvarierande eukaristiböner. Så var fallet inom äldre gallikanskt gudstjänstliv (utdött på 700-talet, och inte att förväxla med de nygallikanska gudstjänstbruken från 1700-talet, som framför allt påverkade breviarierna) och inom den ännu överlevande mozarabiska ritus (i delar av Spanien, i synnerhet Toledo). 
I samband med sin liturgireform införde Paulus VI tre nyskrivna eukaristiska böner. Till dessa har ytterligare tillkommit sedan dess.

## Bruk inom kyrkor med en reformatorisk tradition
Traditionellt har för det mesta[källa behövs] följande moment ingått i bönen:
- Prefation
- Tacksägelse eller lovprisning, ofta utmynnande i Sanctus, "Helig, helig, helig..."
- Epikles: Nedkallande av den helige Ande över nattvardsgåvorna och över dem som deltar i nattvardsfirandet, ibland med explicit bön om att gåvorna skall bli Kristi kropp och blod och ge frälsningens gåvor.
- Erinran om nattvardens instiftande, d.v.s. nattvardens instiftelseord, med följande eller liknande formulering: "I den natt då vår Herre Jesus Kristus blev förrådd, tog han ett bröd, bröt det och gav åt lärjungarna och sade: "Tag och ät. Detta är min kropp, som blir utgiven för er. Gör detta till min åminnelse." Likaså tog han kalken, tackade, gav åt lärjungarna och sade: "Drick härav alla. Denna kalk är det nya förbundet i mitt blod, som blir utgjutet för många till syndernas förlåtelse. Så ofta ni gör detta, gör det till min åminnelse." (Matteusevangeliet 26:26-28; Markusevangeliet 14:22-24; Lukasevangeliet 22:19-20; Första Korinthierbrevet 11:23-25; de bibliska texterna ofta något modifierade)
- Anamnes: Ord till åminnelse av Jesu lidande och död, uppståndelse och himmelsfärd.
- Doxologi: Avslutande lovprisning.